# Rio Lyndoch
Rio Lyndoch é um rio da África do Sul.